# Águas Santas (Maia)
Águas Santas ist eine Gemeinde im Norden Portugals.

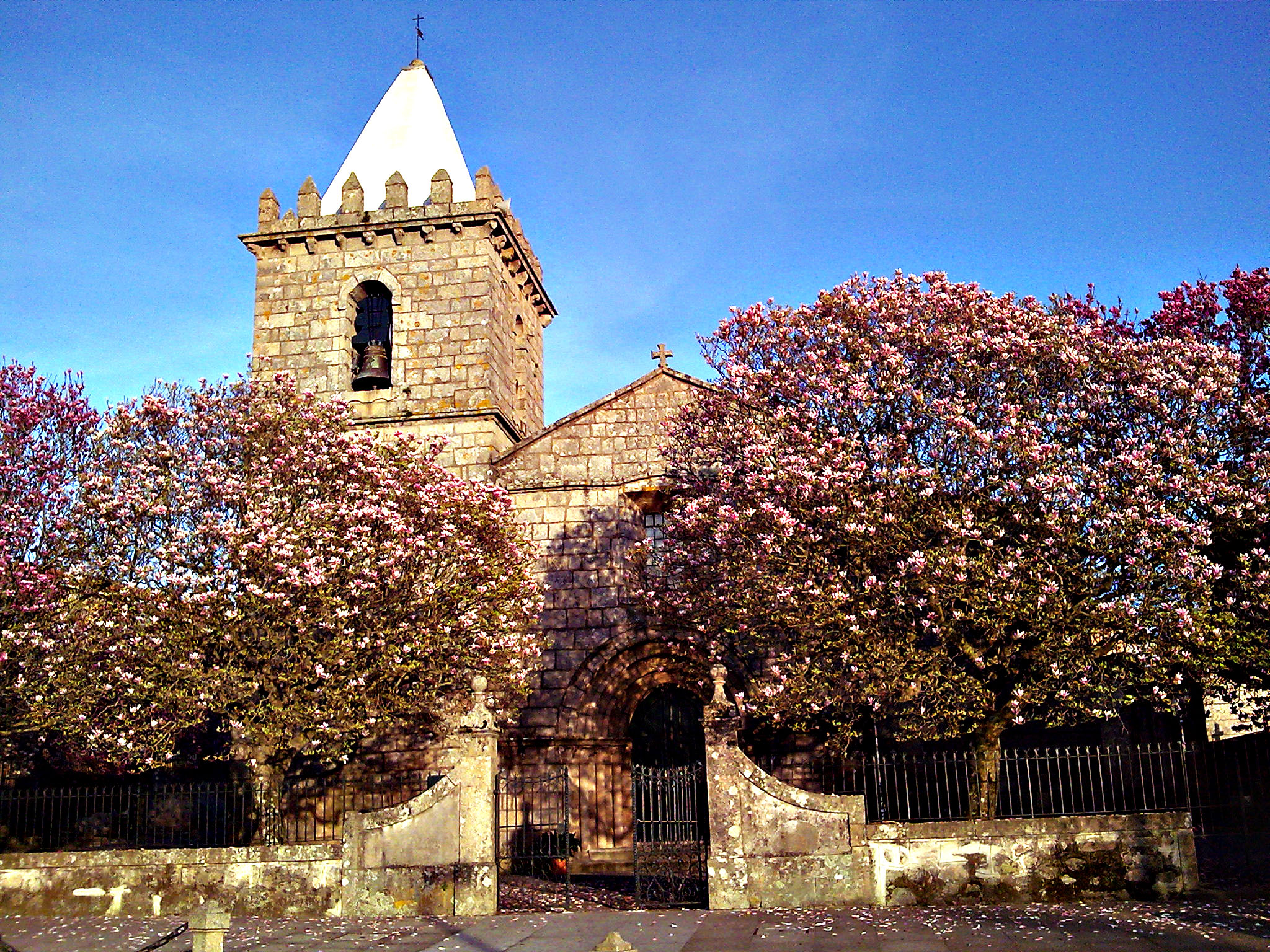
Kirche Nossa Senhora do Ó von Águas Santas

Águas Santas gehört zum Kreis Maia im Distrikt Porto, besitzt eine Fläche von 8,2 km² und hat 26.632 Einwohner (Stand 19. April 2021).

## Persönlichkeiten
- Rui Silva (* 1994), Fußballspieler
- João Gomes (* 2002), Handballspieler

## Sport
Die Associação Atlética de Águas Santas ist ein 1962 gegründeter lokaler Sportverein, der vor allem durch seine Handballabteilung bekannt ist. Die erste Männermannschaft gewann in der Saison 2001/02 den portugiesischen Pokal und nahm mehrfach an Europapokalwettbewerben teil. Die Mannschaft spielt im Pavilhão da Águas Santas, der 1062 Zuschauer fasst.

## Persönlichkeiten
- João Gomes (* 2002), Handballspieler